# 篠岡美佳
篠岡 美佳（しのおか みか、Mika、1970年5月20日 -  ）は、1990年代に活動していた日本の元歌手・アイドル。本名、同じ。和歌山県西牟婁郡白浜町出身。

## 来歴・人物
和歌山県立田辺商業高等学校（現和歌山県立神島高等学校）商業家庭科卒業。
弟がいたが亡くなったため、一人っ子となる。プロ野球の球団・東京ヤクルトスワローズの元選手宮本賢治とは血縁関係にある。
夫はタレントの伊集院光。伊集院は篠岡家の婿養子となったため、旧姓の田中から篠岡姓となった。子どもはいない。2024年現在、和歌山にある実家に2カ月、東京の自宅に数週間滞在するという変則的な生活を送っている。
芸能界引退後も、夫がパーソナリティを務めるラジオ番組『伊集院光 深夜の馬鹿力』『伊集院光とらじおと』『伊集院光のタネ』において度々話題に上がることがある。

## 略歴
- 1970年5月20日 - 篠岡家の長女として誕生。
- 1991年5月21日 - 「Believe」で歌手デビュー。
- 1995年11月7日 - 伊集院光と軽井沢町にて挙式。同年12月25日入籍。
- 1998年10月 - 半年間、ロンドンへ語学留学。

## 出演

### テレビ
- うるとら7:00（日本テレビ） - 「Mikaの風曜日」担当
- ますこっとたわー（1991年 - 1992年、TBSテレビ） - たわわギャルのひとりとして
- スーパージョッキー（日本テレビ） - 熱湯コマーシャルコーナーアシスタント（熱湯三姉妹/四姉妹）など

### 映画
- YAWARA!（1989年、東宝）

### 雑誌
- すッぴん
- 投稿写真

他

## ディスコグラフィ

### 篠岡美佳
Believe
シングルCD 1991年5月21日
1. Believe（東海テレビ系「田原総一朗の世界が見たい!」オープニングテーマ）
2. 心の扉 （TBS系バラエティ番組「ますこっとたわー）オープニングテーマ）

### Mika
想い出にかわる頃
シングルCD 1993年8月1日
1. 想い出にかわる頃（日本テレビ系トークバラエティ番組「いつみても波瀾万丈」エンディングテーマ）
2. 帰りたい

あなたと歩いていくために
シングルCD 1993年12月1日
1. あなたと歩いていくために（クボタイメージソング）
2. 気づかせたい（日本テレビ系テレビアニメ「美味しんぼスペシャル・日米コメ戦争」エンディングテーマ）

BRIGHTEST BLUE
シングルCD 1995年6月1日
1. BRIGHTEST BLUE（Lリーグ「田崎ペルーレFC」応援ソング）
2. そして“I Love You”